# Shimonita
Shimonita (jap. 下仁田町 Shimonita-machi) – miasto w Japonii, na wyspie Honsiu, w prefekturze Gunma. Według danych na rok 2020 miejscowość zamieszkiwało 6 576 mieszkańców , a gęstość zaludnienia wyniosła 34,9 os./km².